# Puissance apparente

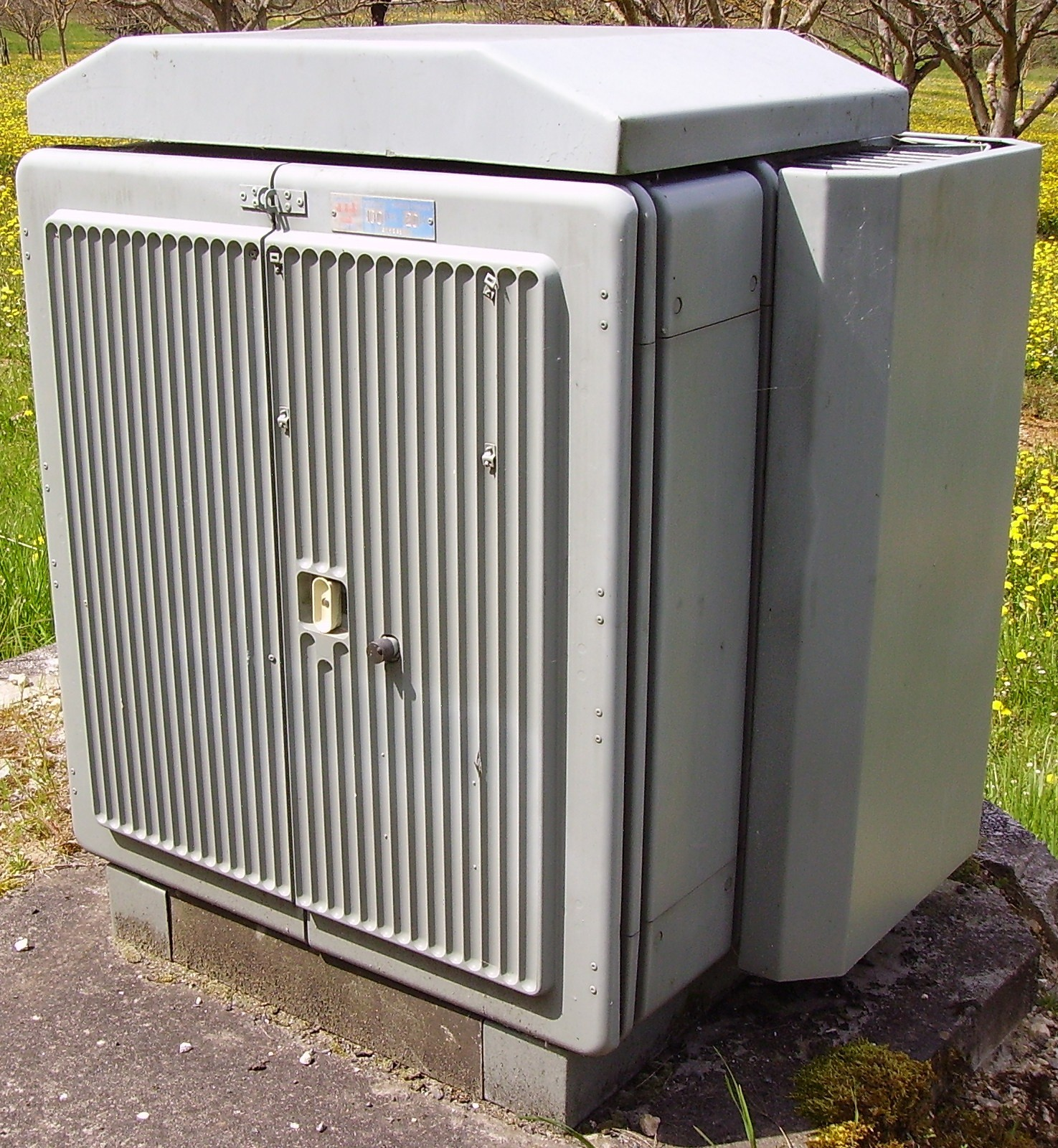
Transformateur électrique d'une puissance apparente de 100 kVA.

La puissance apparente est définie comme étant la valeur maximale qui peut être prise par la puissance active, pour des amplitudes de tension et d'intensité fixées. Le rapport de la puissance active sur la puissance apparente est appelé facteur de puissance, et la puissance apparente est donc la puissance active obtenue pour un facteur de puissance égal à 1.
La puissance apparente sert au dimensionnement des systèmes et est la puissance nominale d'une machine par exemple. L'unité d'expression de la puissance apparente est le voltampère (VA), (annoté S), ce qui permet de distinguer cette grandeur de la puissance active (annoté P) et de la puissance réactive (annoté Q)  notamment. L'unité d'expression de la puissance active (puissance réelle) est le watt. L'unité de la puissance réactive est le volt-ampère-réactif (VAR).

## Régime sinusoïdal
Pour le régime sinusoïdal d'un dipôle électrocinétique, cette puissance apparente est obtenue lorsque le courant et la tension sont en phase, le facteur de puissance étant égal à 1. Elle est alors parfois appelée par abus de langage puissance efficace car, dans le cas d'un dipôle électrocinétique en régime sinusoïdal, son expression se réduit au produit des valeurs efficaces de la tension et du courant.

## Calcul de la puissance apparente
La puissance apparente est calculée à partir de la formule suivante :
{\displaystyle S=V_{eff}*I_{eff}} en monophasé
{\displaystyle S=\surd 3*U_{eff}*I_{eff}} en triphasé
avec
- {\displaystyle V_{eff}} valeur efficace de la tension simple
- {\displaystyle U_{eff}} valeur efficace de la tension composée
- {\displaystyle I_{eff}} valeur efficace du courant